# Jewgienij Czecharin
Jewgienij Michajłowicz Czecharin (ros. Евге́ний Миха́йлович Чеха́рин, ur. 22 listopada 1924 we wsi Gubino w guberni kałuskiej, zm. 27 kwietnia 2001) – radziecki polityk, filozof i prawnik.

## Życiorys
W latach 1941–1943 służył w Armii Czerwonej, brał udział w wojnie z Niemcami, w 1949 ukończył Moskiewski Instytut Prawniczy, w 1950 został członkiem WKP(b). Od 1952 pracował jako wykładowca i funkcjonariusz partyjny, w latach 1954-1959 wykładał w Moskiewskim Uniwersytecie Państwowym, od 1959 pracował w aparacie KC KPZR. W 1962 był zastępcą kierownika i kierownikiem Wydziału Nauki, Szkół i Kultury KC KPZR ds. RFSRR, między 1962 a 1964 I zastępcą kierownika Wydziału Ideologicznego KC KPZR, kolejno w latach 1965-1972 zastępcą kierownika Wydziału Nauki i Instytucji Edukacyjnych KC KPZR, a w latach 1972-1978 rektorem Wyższej Szkoły Partyjnej przy KC KPZR. Od 1978 do sierpnia 1983 pełnił funkcję zastępcy ministra kultury ZSRR, od 27 sierpnia 1983 do 25 kwietnia 1989 zastępcy przewodniczącego Rady Ministrów RFSRR. W latach 1984–1991 przewodniczącego Prezydium Centralnej Rady Wszechrosyjskiego Towarzystwa Ochrony Pomników Historii i Kultury. Od 6 marca 1986 do 2 lipca 1990 był zastępcą członka KC KPZR. Był doktorem nauk filozoficznych, profesorem i członkiem korespondentem Akademii Nauk ZSRR (Wydziału Filozofii i Prawa).